# Сойо
Сойо (порт. Soyo), раннее — Санту-Антониу-ду-Зайри, Санту-Антониу, — город в Анголе, расположен в провинции Заире. Население города составляет 77 368 человек (по оценке на 2010 год).

## Географическое положение
Город расположен на границе с Демократической Республикой Конго. Высота центра НП составляет 12 метров над уровнем моря.

## История
В первые недели гражданской войны город Санту-Антониу-ду-Заири являлся одним из военно-политических оплотов антиправительственного движения ФНЛА. Здесь располагался крупный гарнизон армии ЭЛНА — вооружённых сил ФНЛА — под командованием британского наёмника Дерека Баркера. Гарнизон упорно сопротивлялся правительственным войскам МПЛА. В начале февраля 1976 года город был взят правительственными войсками, Дерек Баркер приговорён к смертной казни на процессе наёмников в Луанде.

## Транспорт
В Сойо имеется аэропорт.